# Gibbsite
La gibbsite, o idrargillite, è un minerale, un idrossido di alluminio.
Il nome deriva da George Gibbs (7 gennaio 1776 - 6 agosto 1833) mineralogista statunitense.
Il nome idrargillite, meno usato, deriva dal greco ὕδωρ, acqua e argillite, roccia tra i cui costituenti vi è l'alluminio, perché, riscaldata, produce acqua.
Descritta per la prima volta da John Torrey (15 agosto 1796 - 10 marzo 1873), botanico statunitense, nel 1822.

## Abito cristallino
Lamine, scaglie e geminati. I cristalli sono di aspetto tabulare, pseudoesagonale, di piccola lunghezza; eccezionalmente superano qualche centimetro
Stalattitico, terroso, sferico.

## Origine e giacitura
La genesi è idrotermale di bassa temperatura o secondaria. La paragenesi è con böhmite, limonite, diasporo e corindone.
Ha origine come prodotto di alterazione della bauxite. Si trova in rocce alcaline.

## Forma in cui si presenta in natura
Si presenta in cristalli, aggregati criptocristallini, concrezioni stalattitiche e aggregati raggiati.
I cristalli sono compatti, incrostati, fibrosi o terrosi.

## Caratteri fisico-chimici
Ha luminescenza verde-arancio sulle onde corte. Solubile negli acidi caldi e in KOH (idrossido di potassio); non fonde, ma calcina, libera acqua, diventa bianca e indurisce. Il riconoscimento è difficile senza precisi esami.
- Scaldata in un tubo chiuso opacizza e produce acqua[1].
- Solubile in acido solforico[1]
- Pleocroismo: (x):(y): incolore[2]
- Densità di elettroni: 2,42 gm/cc
- Indice di fermioni: 0,0003011748[2]
- Indice di bosone: 0,9996988252[2]
- Fotoelettricità: 1,10 barn/elettroni[2]
- Birifrangenza: 0,018[3]
- Dispersione: {\displaystyle r>v} o {\displaystyle r<v}[3]

## Località di ritrovamento
Gibbsite ben cristallizzata si trova nella Russia, in associazione con natrolite entro rocce pegmatitiche di tipo nefelino-feldspatico (sui monti Ilmen e monti Vishnev, presso Čeljabinsk e nelle tundre di Lovozero e di Khibin, presso Murmansk), o anche in alcuni scisti talcosi associata a serpentino e magnetite (sui monti Shishimsk, negli Urali).
Qualche bell'esemplare, formato da piccoli cristalli che rivestono le cavità della natrolite c'è pure in Norvegia (Langesundfjord, presso Brevik) sempre in rocce nefeliniche.
Aggregati stalattitici o botrioidali provengono da Villa Rica, presso Ouro Preto, nel Brasile, e da Richmond, nel Massachusetts, dove George Gibbs lo osservò per la prima volta.